# Eduard Vogel
Eduard Vogel (født 7. marts 1829 i Krefeld, død februar 1856 i Vadai, Sudan) var en tysk afrikarejsende. 
Han studerede i Leipzig og Berlin naturvidenskab, navnlig astronomi og blev 1851 assistent ved Bishop’s Observatorium i London. 1853 foretog han for den engelske regerings regning en ekspedition til det midterste Sudan. Han tog fra Tripolis over Murzuk til Kuka i Bornu, hvorfra han 1854 drog til Mandara, i hvis hovedstad Mora han blev holdt fangen nogen tid; i december samme år kom han sammen med Barth, som han havde truffet i Sinder, tilbage til Kuka. Året 1855 tilbragte han paa en rejse til Binue-floden. I begyndelsen af 1856 drog han på en opdagelsesrejse syd om Tsad-søen til Nilen, men blev dræbt i Wara i februar på befaling af sultanen i Vadai. Opklaringen om hans endeligt skyldes Nachtigal 1873.